# Lower.com Field
Het Lower.com Field is een multifunctioneel stadion in Columbus, een stad in Ohio, Verenigde Staten.
Het was de bedoeling dat met de bouw van dit stadion begonnen zou worden in de zomer van 2019. Het liep enige vertraging op om uiteindelijk te starten op 10 oktober 2019. Tijdens deze officiële start mocht ook publiek aanwezig zijn. Columbus Crew kondigde in juni 2021 aan dat het een samenwerking was aangegaan met Lower.com, een online vastgoedbedrijf uit de stad Columbus. Ook werd bekend dat de naam van het stadion de naam van dit bedrijf zou krijgen. De bouw kostte ongeveer 314 miljoen dollar. In het stadion is plaats voor 20.011 toeschouwers.
De opening van het stadion vond plaats op 3 juli 2021 met een voetbalwedstrijd tussen Columbus Crew en New England. Het stadion was toen nog niet volledig klaar, maar Columbus Crew zal toch vanaf het seizoen 2021/22 gaan spelen in dit stadion; het verhuist dan van het oude stadion hier te spelen.

## Internationale wedstrijden
| No. | Datum           | Wedstrijd                     | Uitslag | Toernooi             | Toeschouwers |
| --- | --------------- | ----------------------------- | ------- | -------------------- | ------------ |
| 1.  | 13 oktober 2021 | Verenigde Staten – Costa Rica | 2–1     | Kwalificatie WK 2022 |              |

## Website
- www.lowerfieldcbus.com